# Базальтові стовпи
База́льтові стовпи́ — геологічна пам'ятка природи місцевого значення в Україні. Розташована в Рівненському районі Рівненської області, біля сіл Базальтового, Берестовця, Нового Берестовця.

## Опис
Площа 0,8 га. Створена на базі Івано-Долинського родовища базальтів. Природоохоронний статус з 1972 року. Перебуває у віданні ПАТ «Івано-Долинський спецкар'єр».
Пам'ятка є комплексною: стратиграфічною, петрографічною, мінералогічною, палеовулканічною. Розташована на західному схилі Українського кристалічного щита. Загальна протяжність відслонень базальтів у межах пам'ятки — 180–230 м. Товщина стовпів коливається в межах від 0,6 до 1,2 м. Переважають із товщиною 0,8—1,0 м. Висота — від 3 м до 30 м. Мають властивість давати прямий рівний розкіл.
Також на території пам'ятки є мінерали адуляр, хлорит, яніт, кварц, халцедон, кальцит, барит, гематит, пірит, марказит, псиломелан, борніт, азурит, мідь самородна.
Щільні ряди колон-багатогранників вражають монументальністю і геометричною досконалістю. Базальтові стовпи — це магматична порода, розбита тріщинами на характерні для базальту стовпчасті структури. У поперечному розрізі стовпи мають форму від чотиригранників до семигранників, що робить цей матеріал зручним для брукування вулиць і шляхів.
Великі поклади базальту були виявлені біля сіл Нового Берестовця і Базальтового у XVIII ст.
Промисловий видобуток ведеться відкритим способом. Деякі кар'єри затоплені, і в поєднанні зі спокійною гладдю води базальтові стіни виглядають особливо мальовничо. Наймальовничіший кар'єр з базальтовими стовпами розташований в урочищі Янова Долина біля села Базальтового. Посеред затопленого водою кар'єра тут утворився маленький острівець, який називають «Островом кохання».
Базальтові стовпи — унікальне творіння природи.

## Галерея

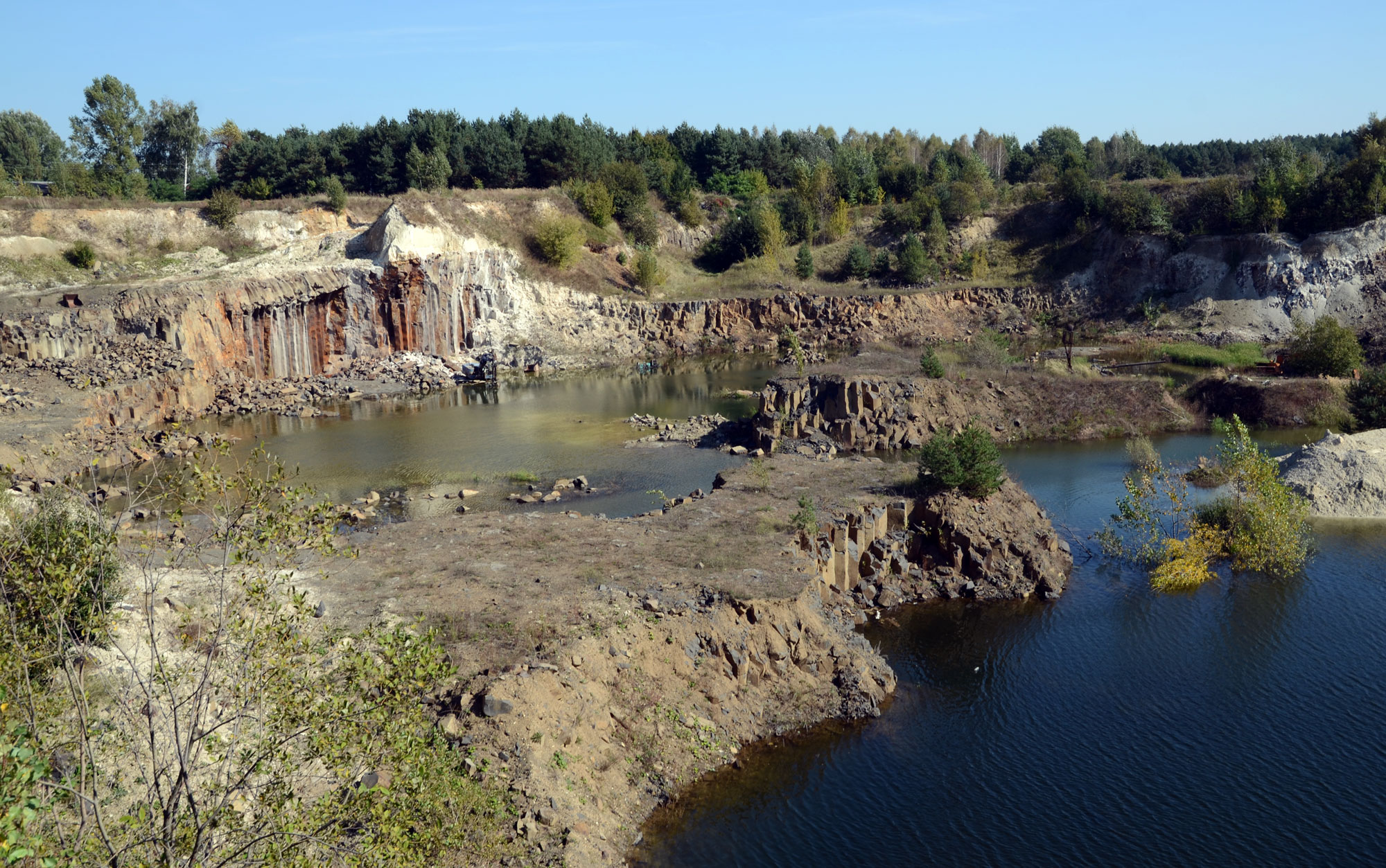
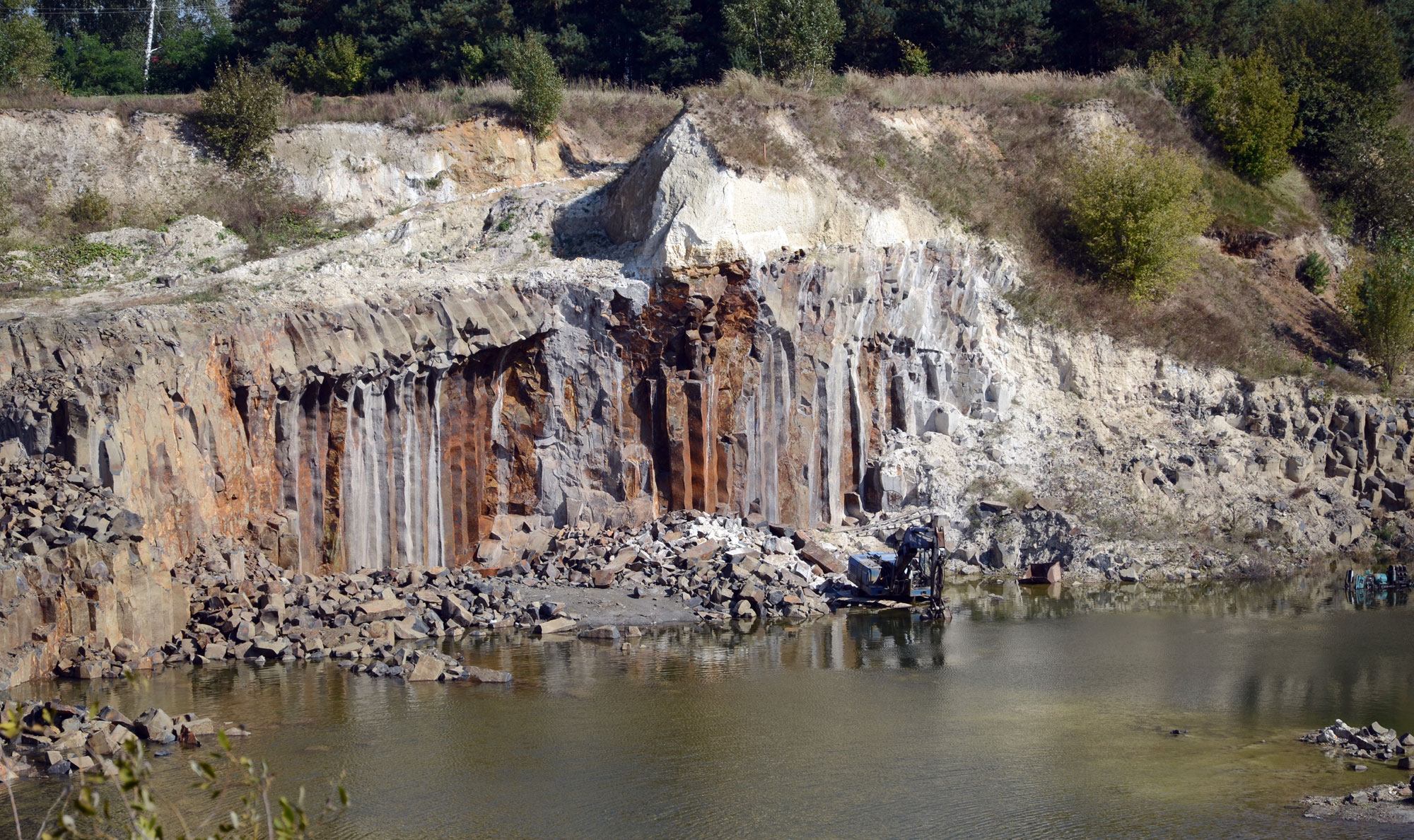
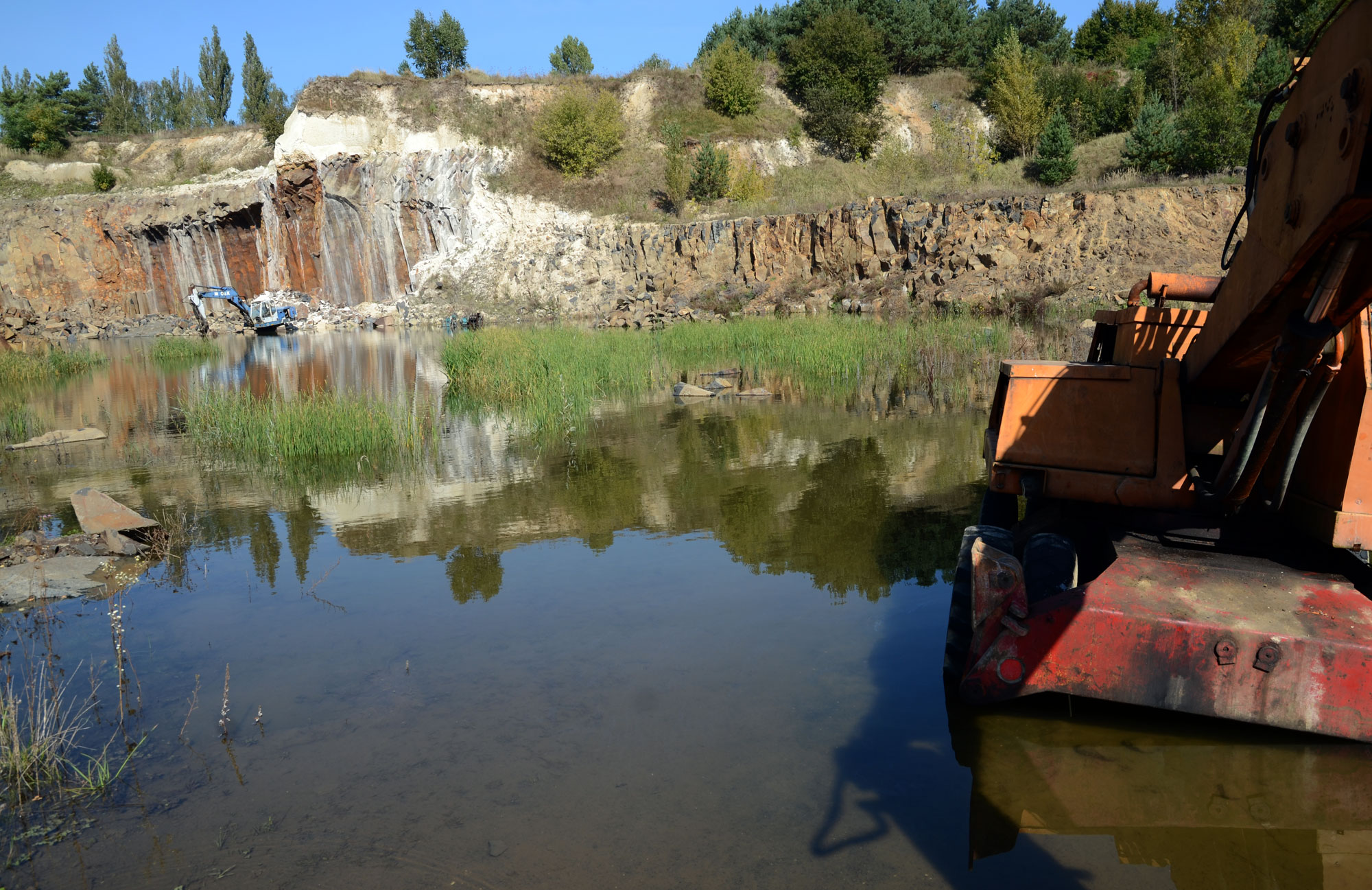
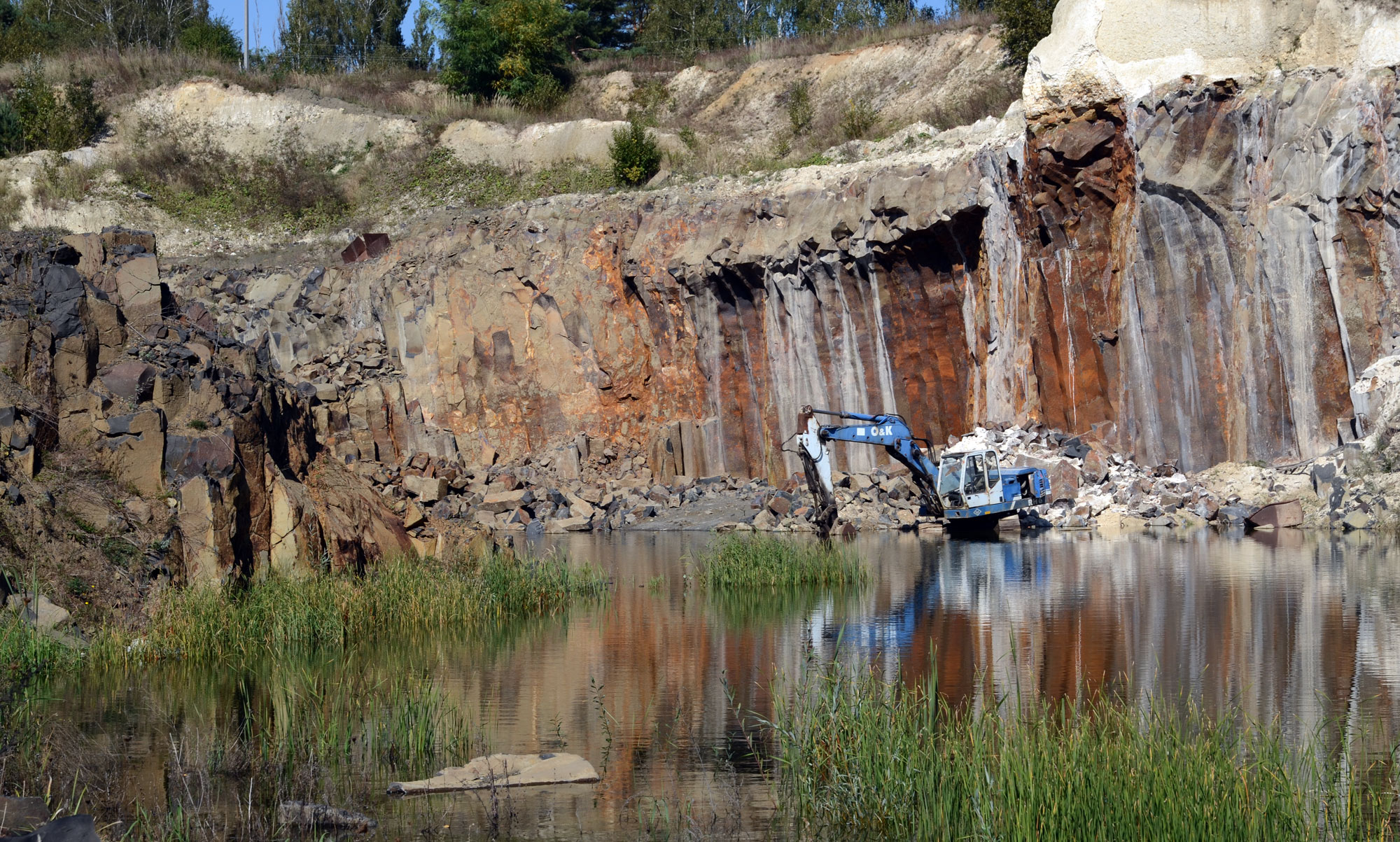
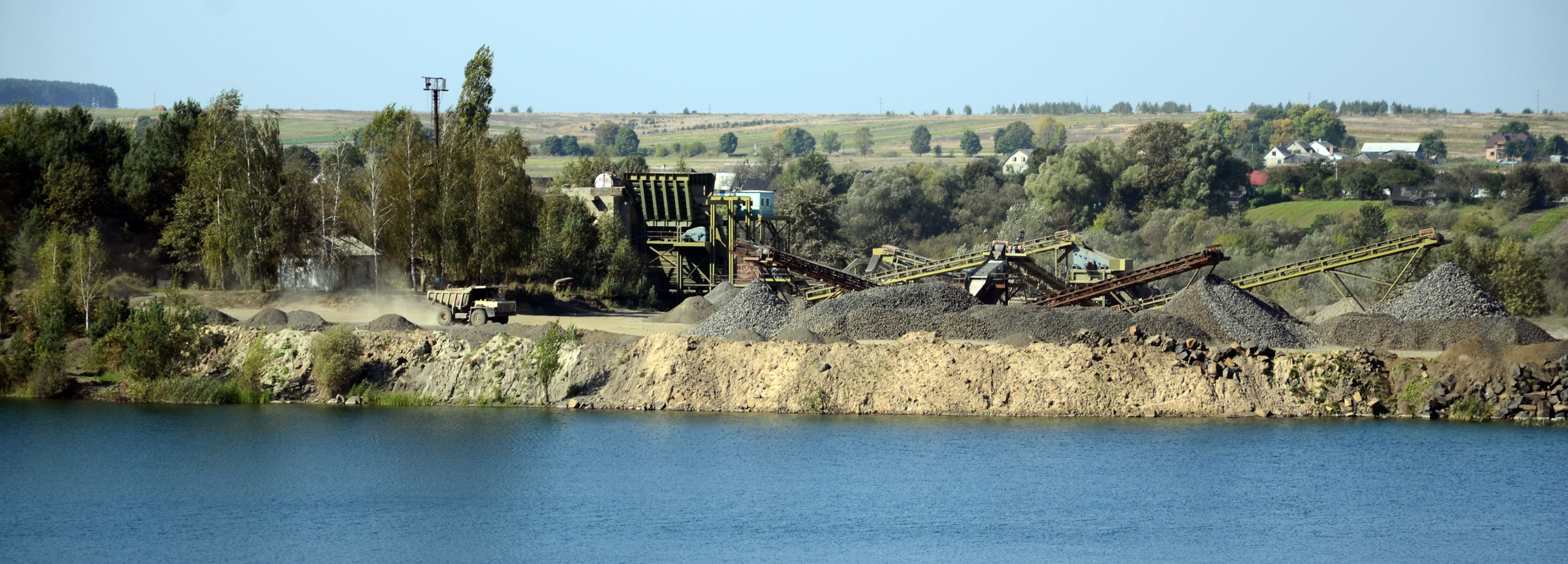
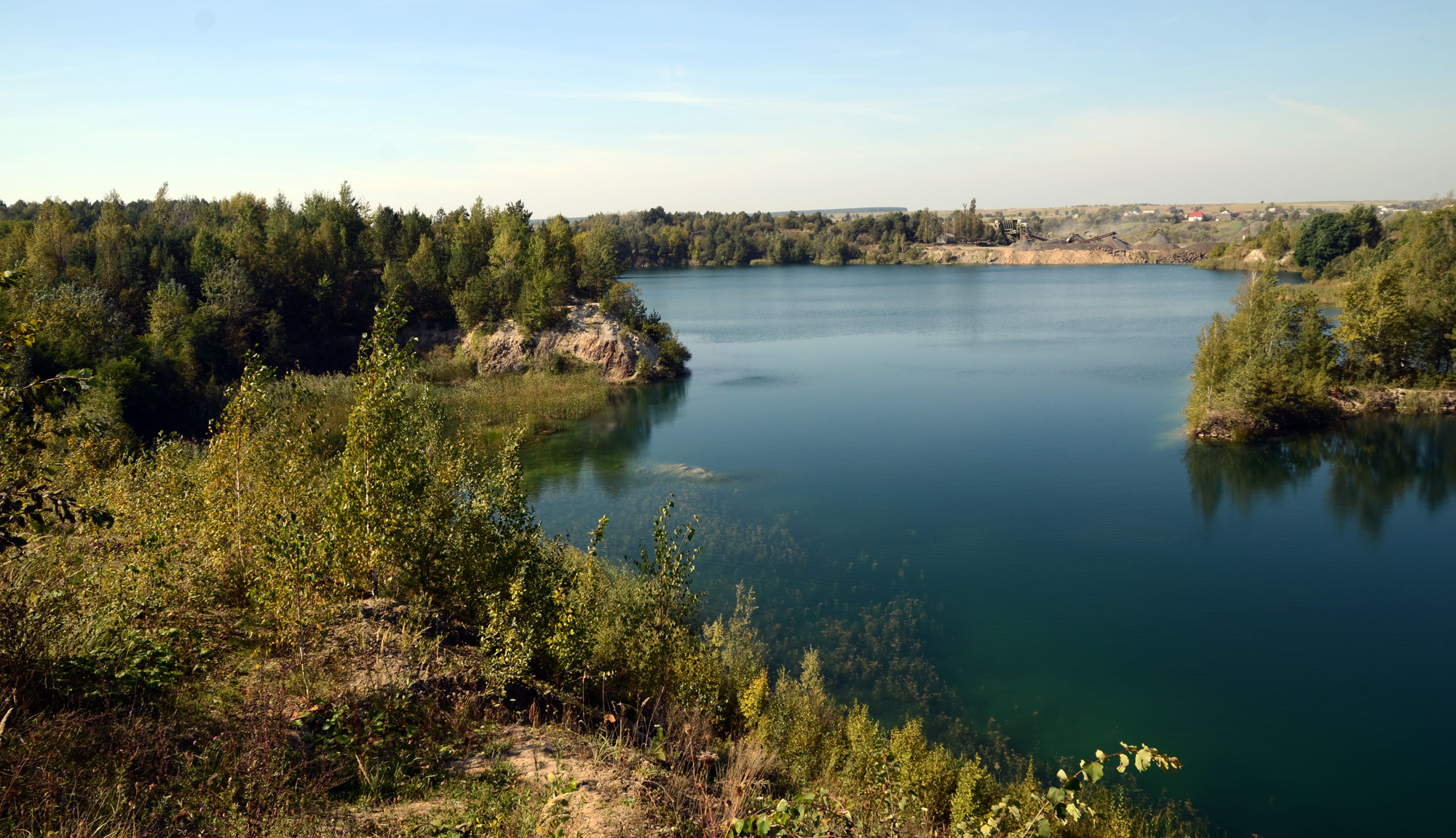
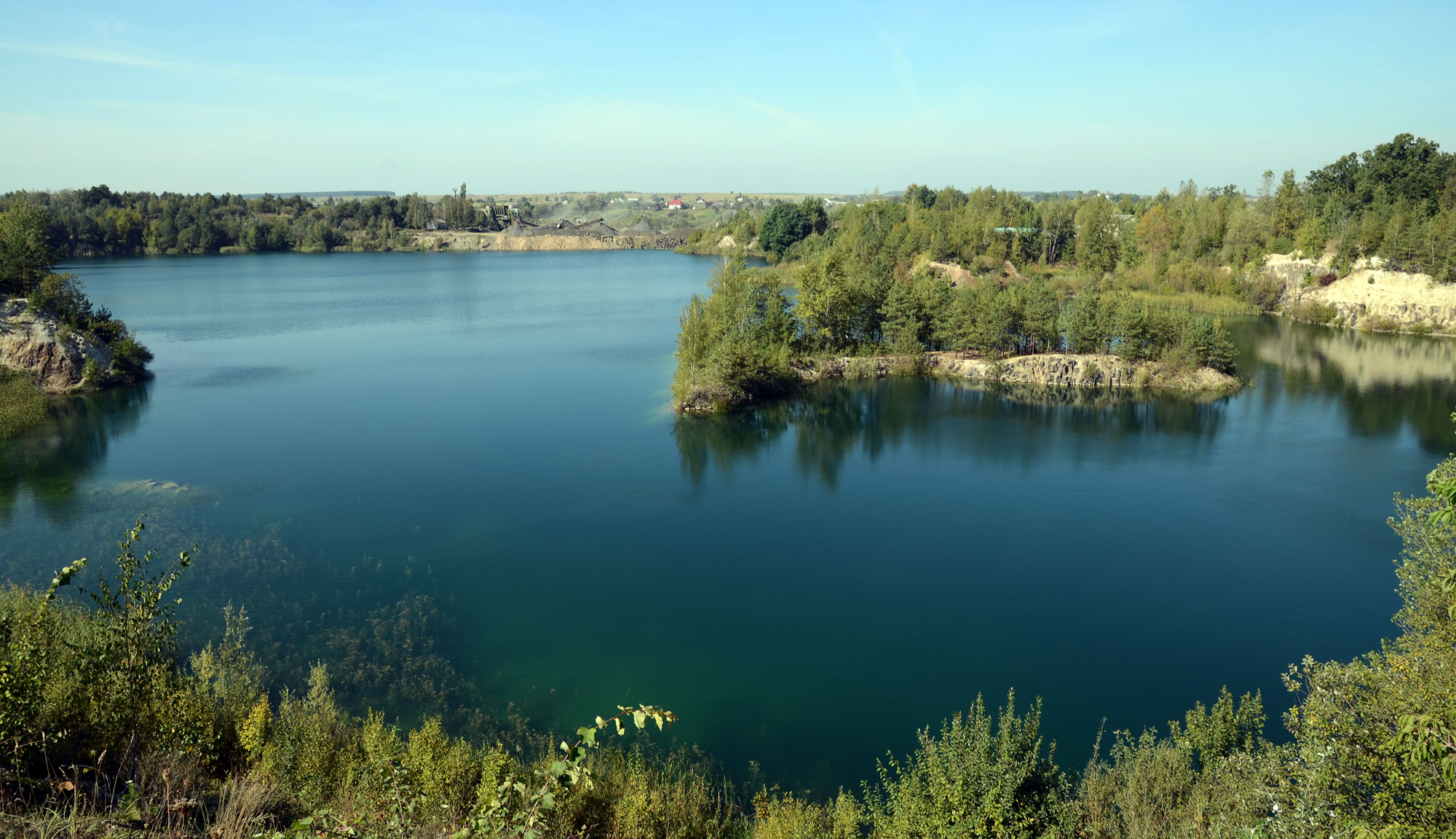
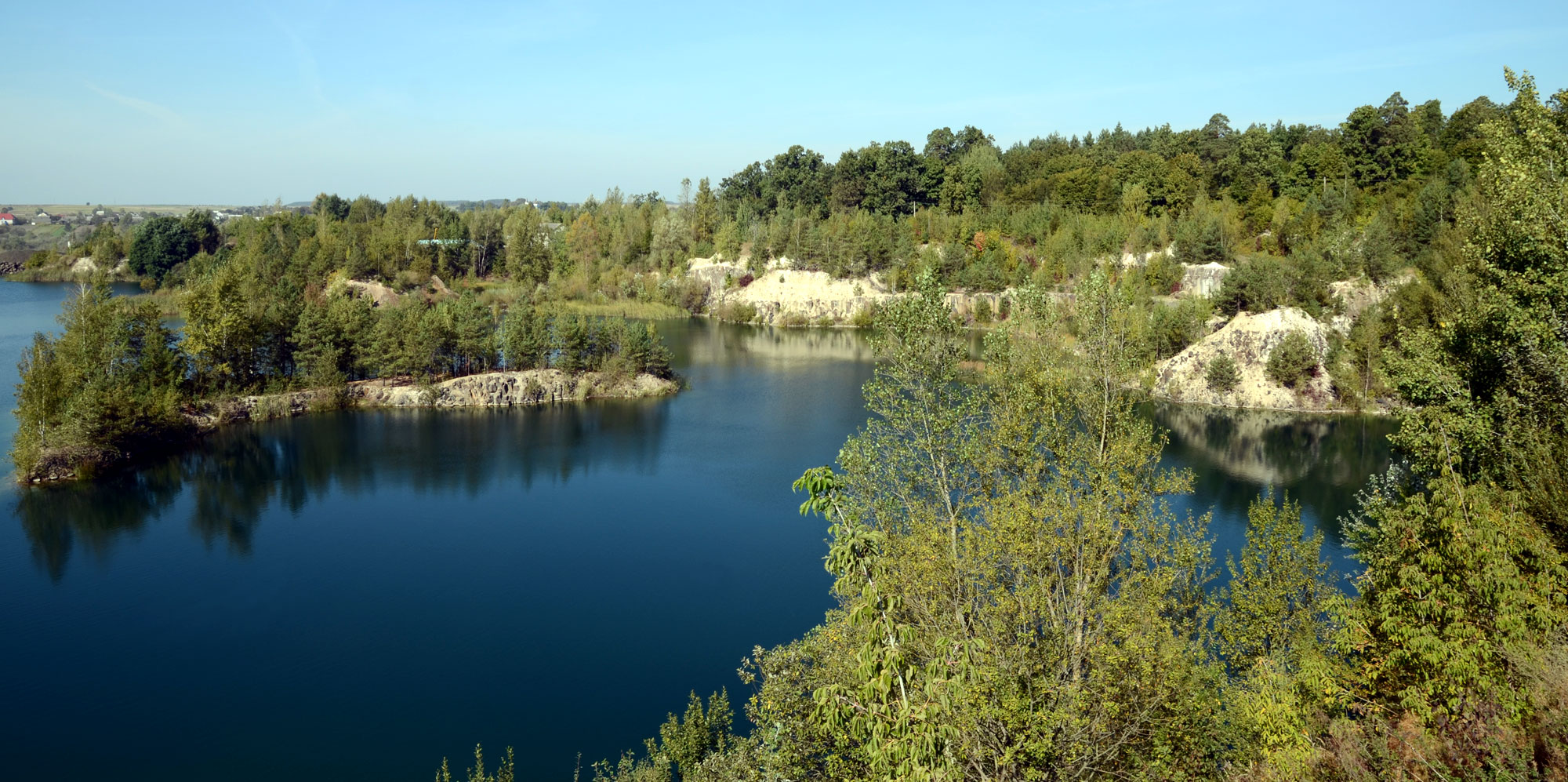
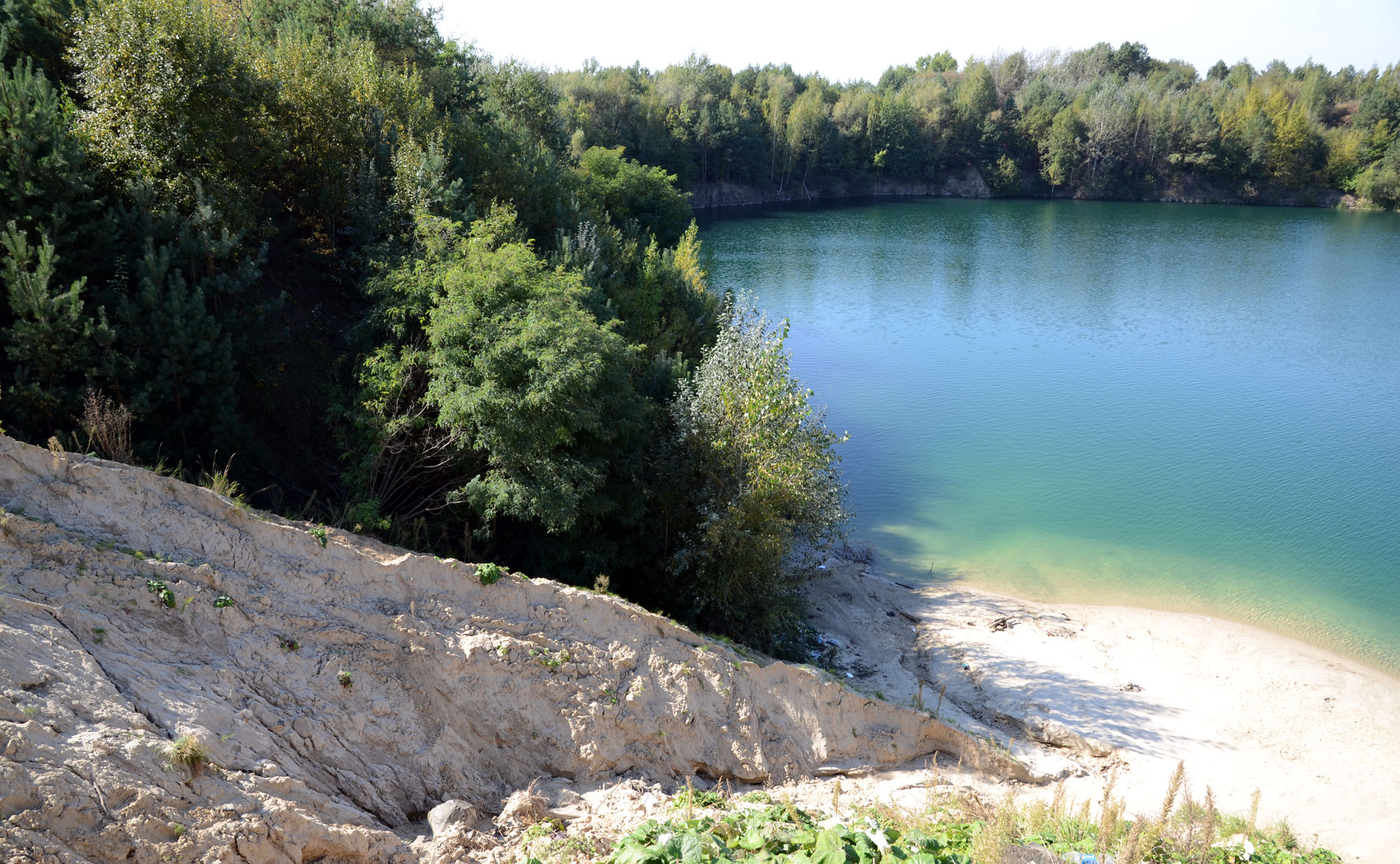
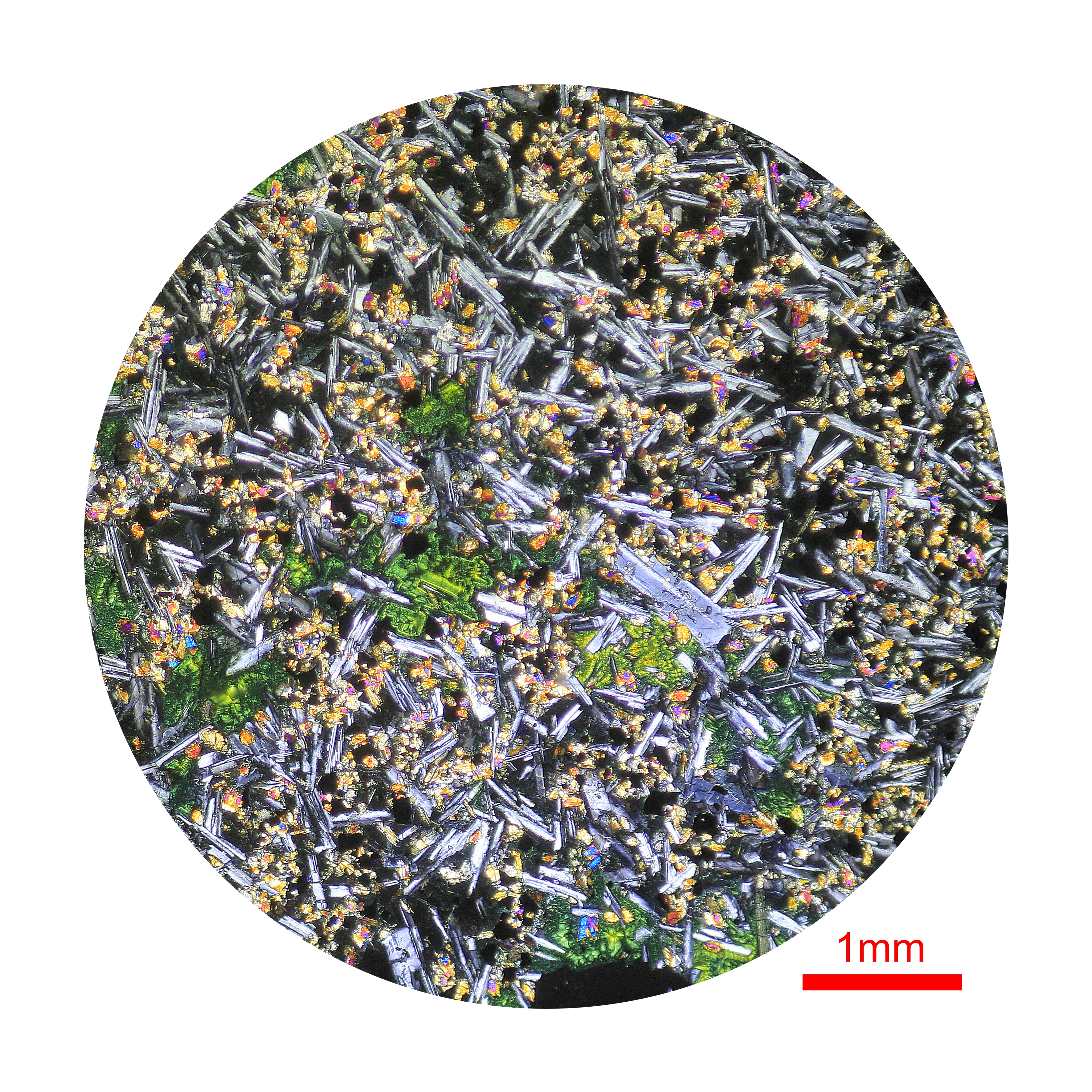
Мікрофотографія шліфа базальту